# Église Saint-Cyr-et-Sainte-Julitte des Mathes
Pour les articles homonymes, voir église Saint-Cyr-et-Sainte-Julitte.
L'église Saint-Cyr-et-Sainte-Julitte est une église catholique de Charente-Maritime située sur la commune des Mathes. De style roman, elle possède un clocher de style néo-gothique construit en 1870. Dans le clocher se trouve une petite cloche datant de 1788 classée au titre des objets historiques depuis 1911 pour avoir sonné la révolte en 1789. Dans le chœur sont déposés les fonts baptismaux de la chapelle du village de Notre-Dame de Buse qui disparut sous les sables au cours du XVIIe siècle ; ces fonts baptismaux sont aussi classés au titre des objets historiques depuis le 24 janvier 2013.
Elle fait partie du doyenné de Marennes-Oléron et du secteur pastoral de la Presqu'île d'Arvert.

## Description
L'église des Mathes est une église romane qui fut remaniée principalement au XIXe siècle, deux petites chapelles sont adjointes à la nef, donnant à l'église le plan d'une croix latine. L'intérieur de l'église est meublé d'une chaire en noyer, d'un grand autel et de plusieurs statues dans chaque chapelle. Dans la chapelle sud se trouve une grande statue de saint Cyr et sainte Julitte, les saints patrons de l'église, une statue de la Vierge, une statue du Christ Roi, un tabernacle et un autel à la mémoire de l'abbé Paul Travers. Dans la chapelle nord se trouve une statue de saint Joseph. L'intérieur de l'édifice est couvert d'une voûte en lambris.

## Histoire

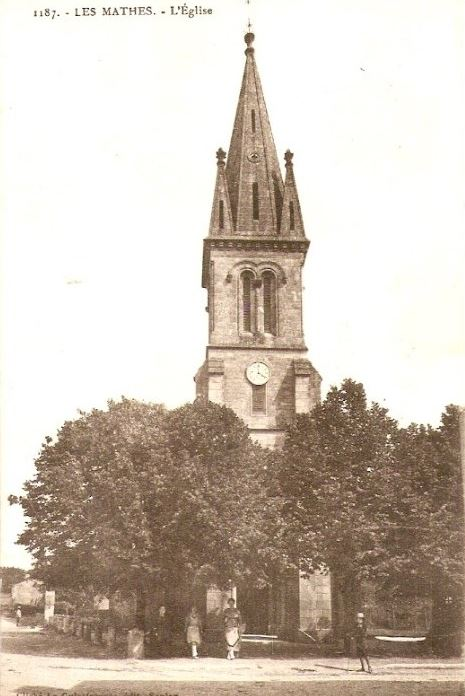

L'église est citée pour la première fois dans une charte datée de 1043 où elle dépendait autrefois de l'abbaye de Vaux. Pendant la Révolution, de 1789 à 1794, elle devient « bien national » et sert de salle des fêtes, elle ne sera rendue au culte qu'en 1802. Elle est restaurée tout au long du XIXe siècle puis, en 1868, Napoléon III offre en reconnaissance de l’hospitalité donnée en 1815 au roi Joseph, frère de Napoléon Bonaparte, partant pour l'Amérique, une grosse cloche d'un poids de 500 kg fondue à l'arsenal de Rochefort et un ostensoir. L'église fut remaniée à plusieurs reprises. Elle a été reconstruite en 1671, le premier édifice était d'un très vieux roman. Mais c'est en 1870 que fut bâti le clocher-porche de l'église par l'architecte Bonnet, dont la construction dura deux ans. En 1911, elle fut agrandie de deux sacristies. En 1975, l'extérieur de l'église est restauré, puis en 1984, l'intérieur est rénové. Le clocher est restauré en 2002. Le chœur de l'église contient les fonts baptismaux de l'ancienne église de Notre-Dame-de-Buze, aujourd'hui disparue dont il ne reste seulement que quelques vestiges dans la forêt de la Coubre. L'église est dédiée à saint Cyr, martyr à l’âge de trois ans, en 304, et à sa mère sainte Julitte.

## Éléments architecturaux

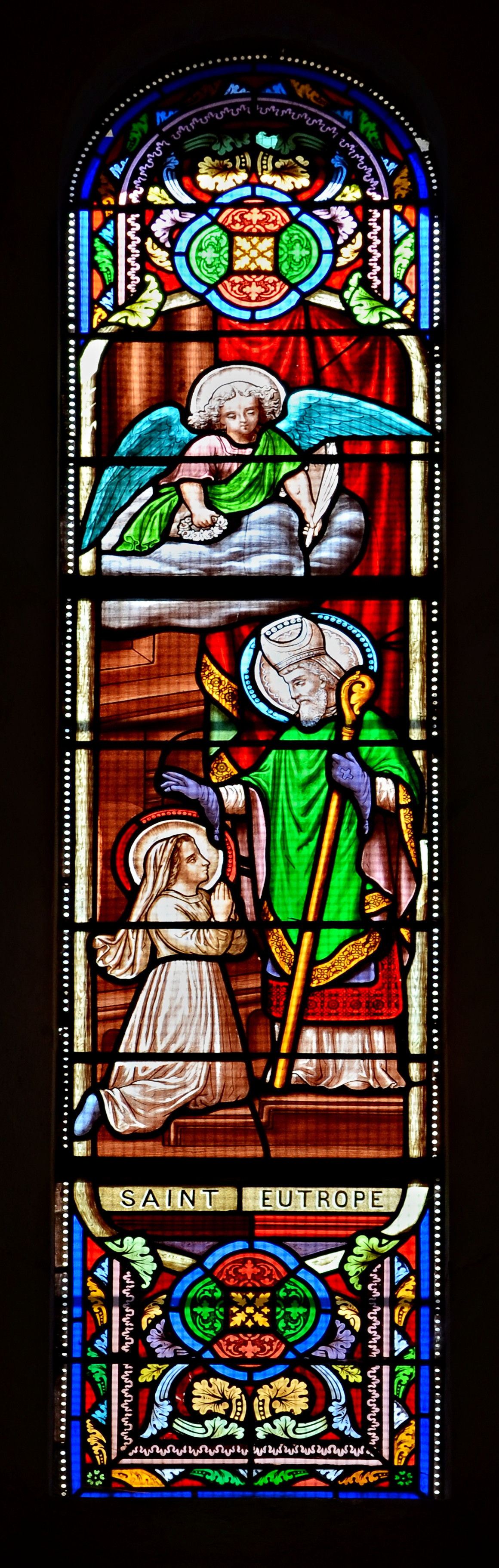
Saint Eutrope, vitrail par Jean Besseyrias.

### Le clocher
Le clocher de l'église des Mathes fut bâti en 1870 par l'architecte Bonnet, en remplacement d'un petit campanile. C'est un clocher-porche de style néo-gothique surmonté d'une flèche en pierre entourée de quatre pinacles. Il est supporté par huit contreforts. Il est accessible par les tribunes au-dessus du portail. Le porche est surmonté de trois oculi. Après la construction du clocher, une grosse cloche de 500 kg fut offerte par l’empereur Napoléon III. Elle a été fondue à l’arsenal de Rochefort. Cette cloche a été baptisée en 1870 par monsieur Brassaud ; elle porte les inscriptions suivantes :

« NOTRE DAME DU SACRE COEUR, DONNE EN 1868 A LA PAROISSE DES MATHES, PAR S.M. NAPOLEON III, PARRAIN M. GARNIER, MARRAINE Mm. BERAR, CURE M. REAUX, COULE A LA FONDERIE DE LA MARINE DE ROCHEFORT »

La petite cloche est le nom donné à la cloche en bronze fondue en 1788 par Cornillon de Saintes sous les ordres de Messire Moreau alors à la cure des Mathes. En 1789 la petite cloche fondue en 1788 sonna la révolte, qui lui aura valu un classement au titre objet des monuments historiques en 1911. Sur la cloche est inscrit :

« SIT NOMEN DOMINI BENEDICTUM MESSIR MOREAU PRIEUR DES MATHES FONDU PAR CORNILLON A SAINTES LE 12 MAY 1788 »

Elle est aussi ornée de deux fleurs de lys de chaque côté du cerveau. La cloche est située dans le clocher.

## Galerie

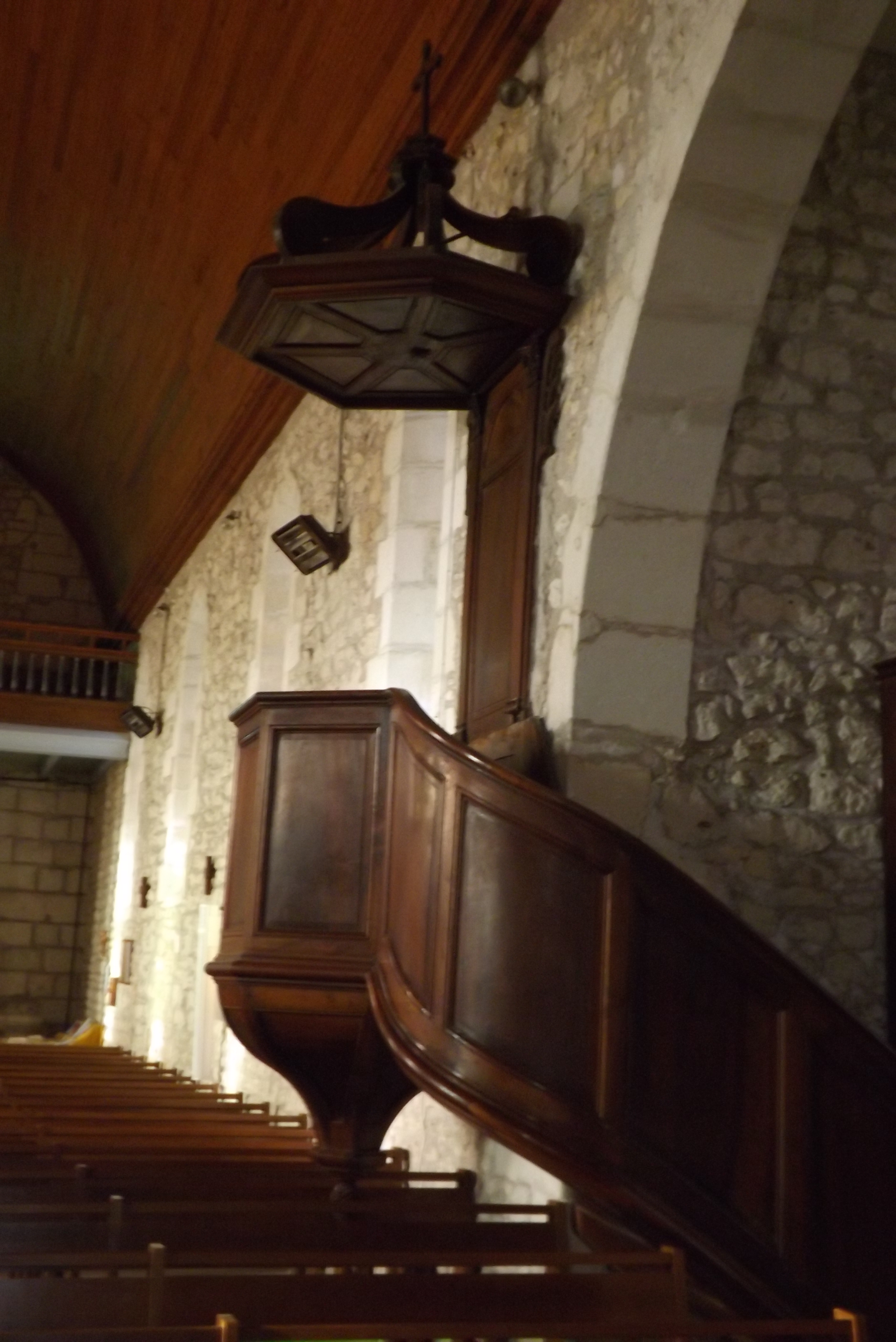
La chaire.
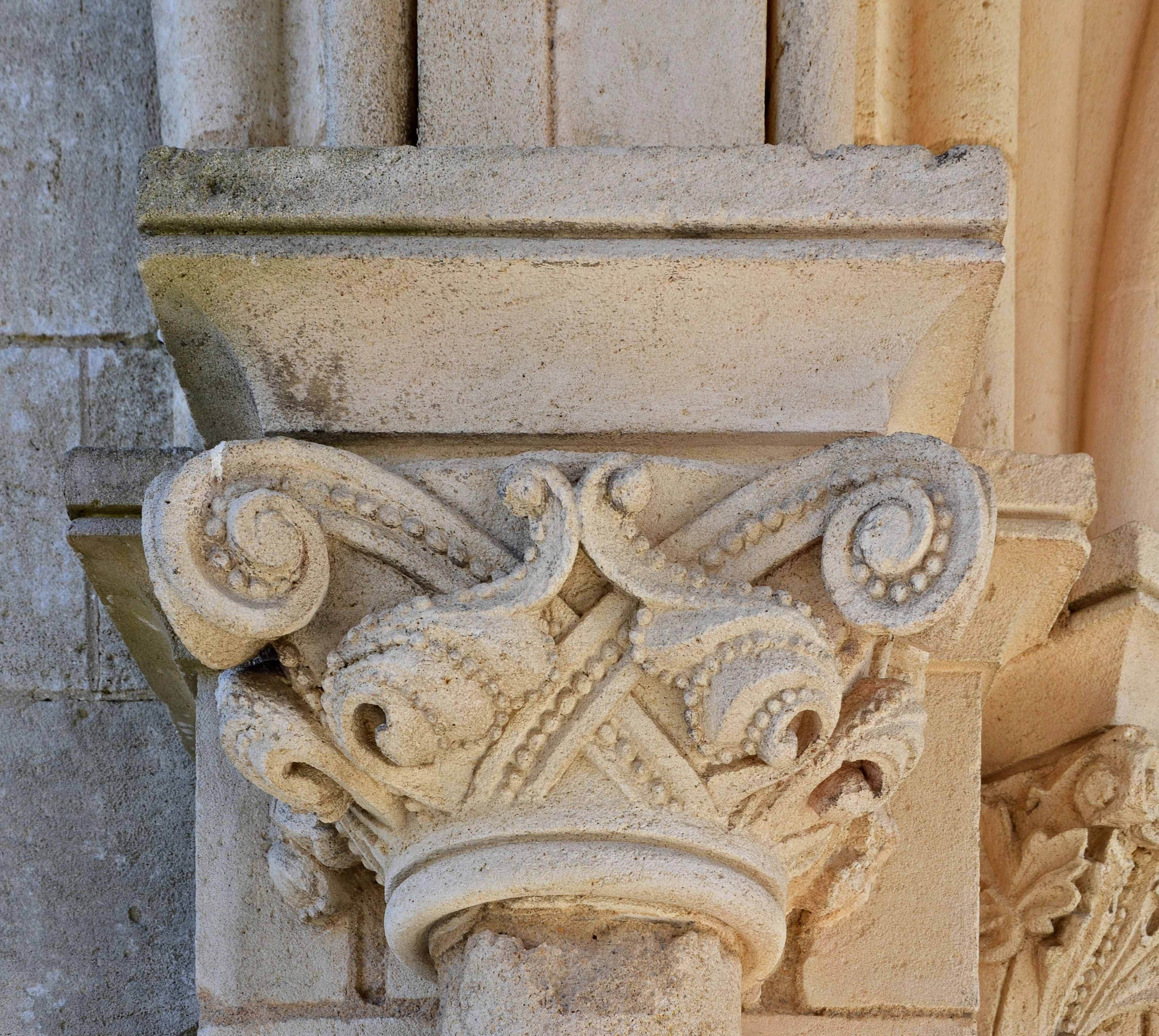
Chapiteau (XIXe siècle), porche de l'église.
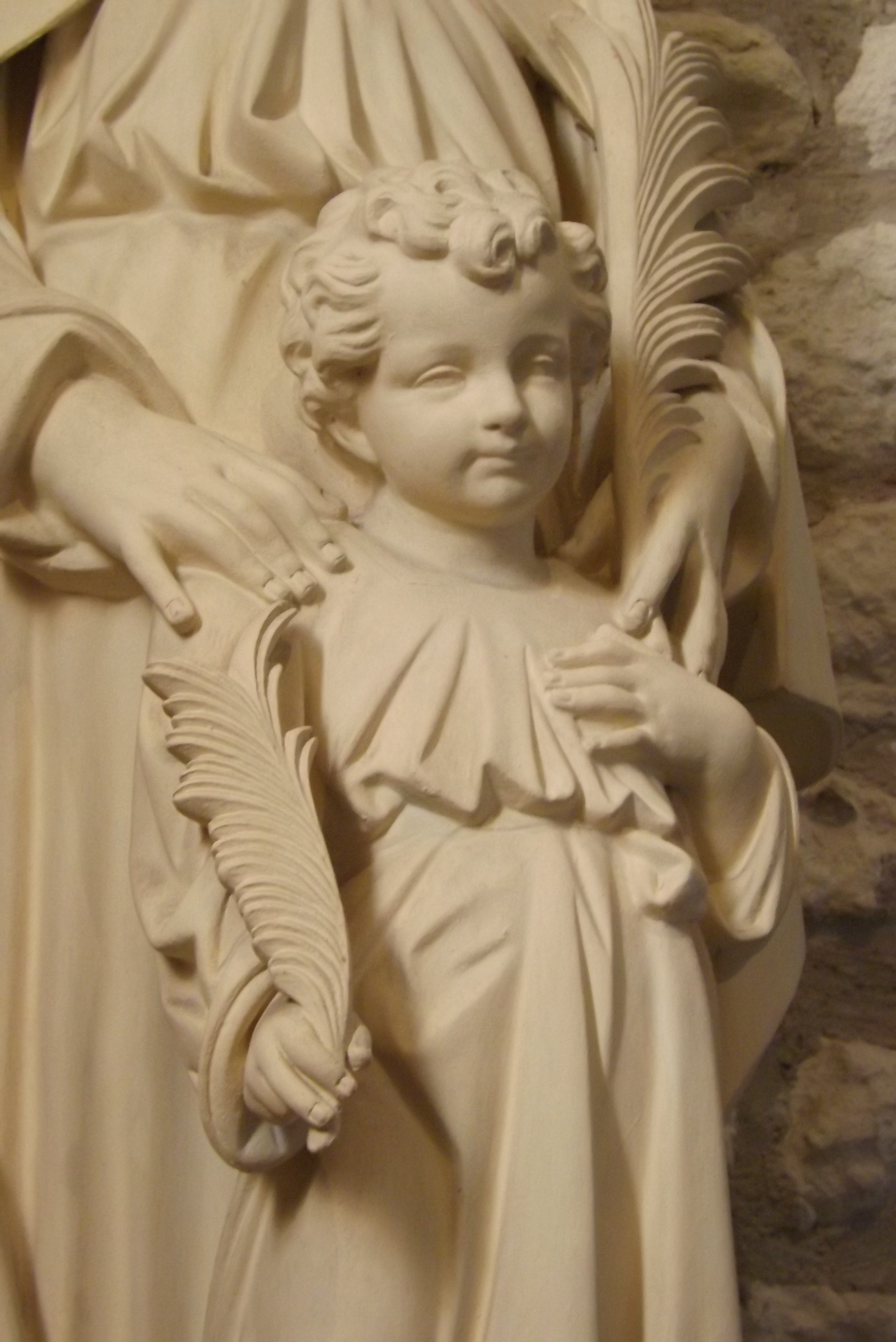
Statue saint Cyr, patron de cette église.
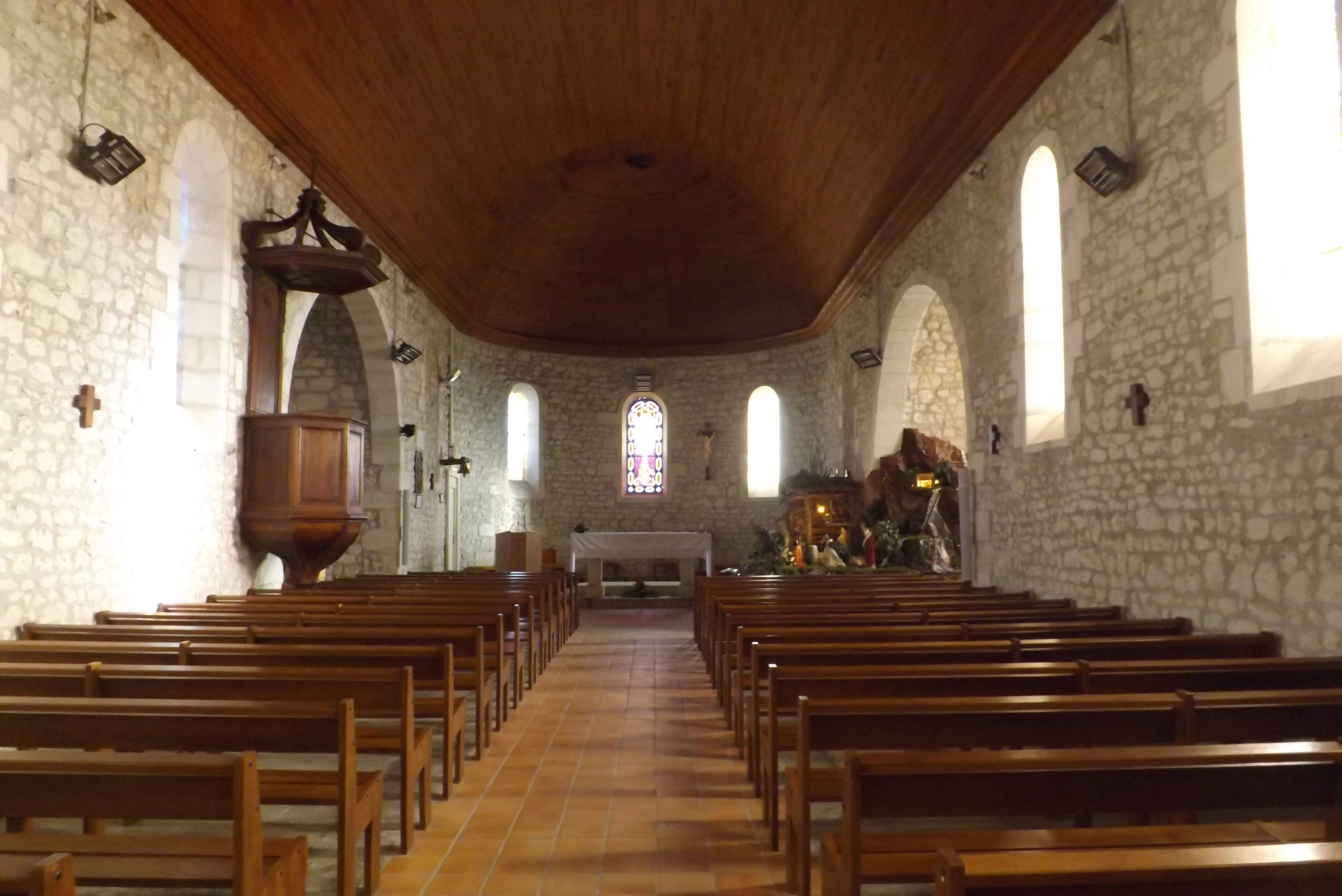
Intérieur de l'église avec la crèche à droite.
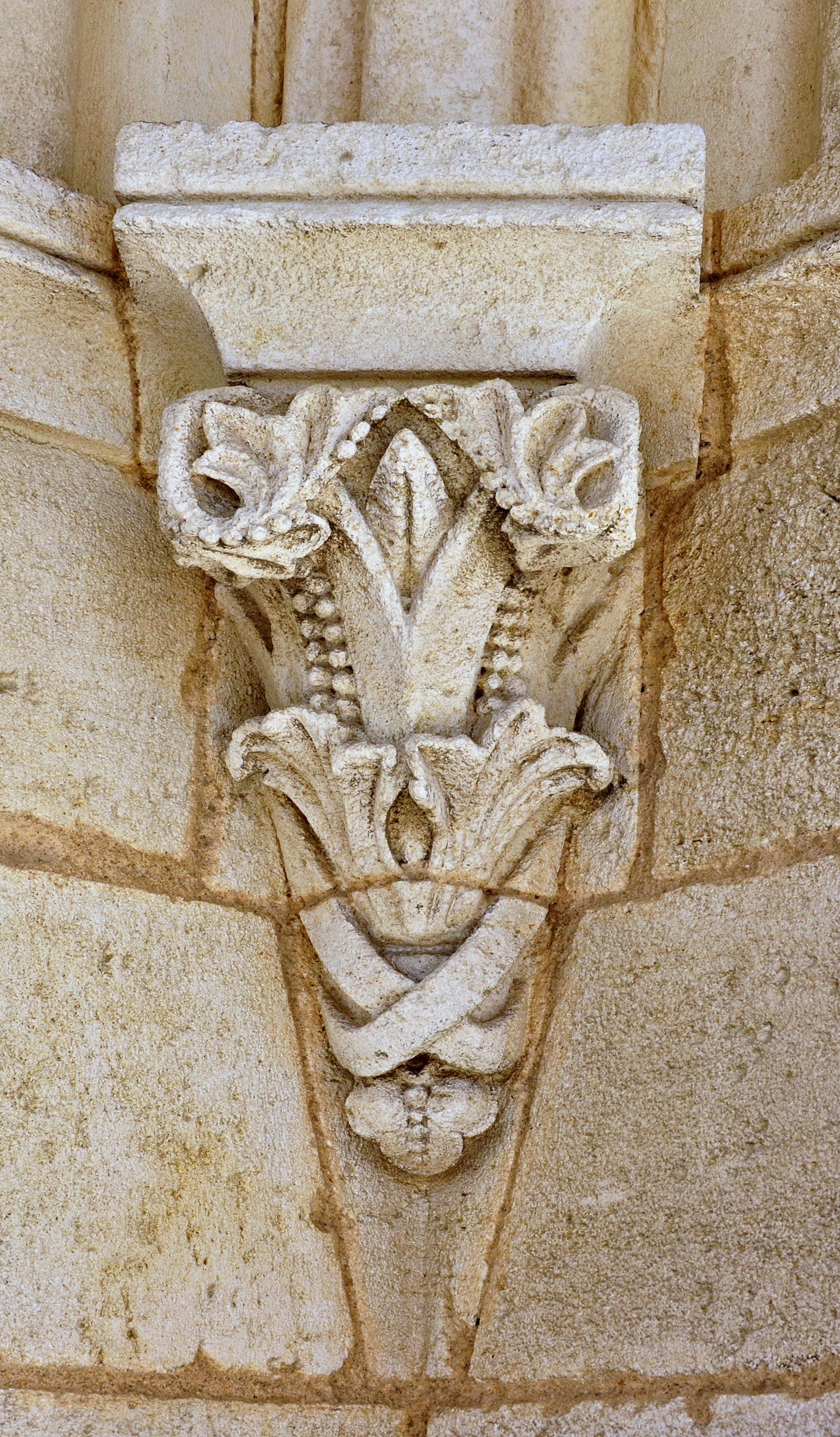
Ornement (XIXe siècle), porche de l'église.